# 5498 Gustafsson
5498 Gustafsson (1980 FT3) là một tiểu hành tinh vành đai chính được phát hiện ngày 16 tháng 3 năm 1980 bởi Lagerkvist, C.-I. ở La Silla.